# Nodularin
Nodularin-R je ciklični neribozomalni peptid koji proizvodi cijanobakterija Nodularia spumigena. Ova cijanobakterija formira cvetanja u slankastim vodama širom sveta. Cvetanja tokom kasnog leta vrste Nodularia spumigena su među najvećim cijanobakterijskim masama na svetu. Nodularin-R je ciklični pentapeptid koji sadrži nekoliko neuobičajenih neproteinogenih aminokiselina, kao što su N-metil-didehidroaminobutirna kiselina i β-aminokiselna ADDA. Nodularin-R je potentan hepatotoksin i može da uzrokuje ozbiljna oštećenja jetre kod ljudi i driguh sisara.